# 本宁施泰特
本宁施泰特是德国石勒苏益格－荷尔斯泰因州的一个市镇。总面积12.05平方公里，总人口4392人，其中男性2156人，女性2236人（2011年12月31日），人口密度364人/平方公里。